# Пинк (певица)
Али́ша Бет Мур (англ. Alecia Beth Moore, 8 сентября 1979, Абингтон, Пенсильвания, США), более известна под псевдонимом Пинк (англ. Pink; стилизовано как P!nk) — американская певица, автор песен и актриса, ставшая популярной в начале 2000 года после выпуска альбома Can't Take Me Home.
Выпустила свой первый сингл «There You Go», который вошёл в её альбом, записанный в стиле R&B — Can't Take Me Home. Альбом вышел в 2000 году на лейбле LaFace Records и оказался успешен. Её следующий альбом Missundaztood записан в стиле поп-рок и отличался от звучания предыдущего альбома. Диск выпущен в 2001 году и также имел успех по всему миру.
В ноябре 2003 года Пинк выпустила свой третий альбом Try This, который, хотя имел меньший коммерческий успех, чем предыдущий, был распродан тиражом около 3 млн экземпляров, а за сингл из альбома «Trouble» певица получила премию «Грэмми» в номинации «Лучшая женская рок-песня». Её четвёртый альбом под названием I'm Not Dead вышел в 2006 году. Из альбома выпущены несколько синглов, которые лидировали в хит-парадах — «Stupid Girls», «U + Ur Hand» и «Who Knew». Её 5-й альбом Funhouse выпущен в конце октября 2008 года, а после выпущен сингл «So What». Другие песни также попали в «двадцатку лучших» — «Sober», «Please Don't Leave Me» и «Glitter in the Air».
Пинк — лучшая поп-артистка в период с 2000 по 2010 годы по рейтингу «Конечный Хит-парад Десятилетия» американского журнала Billboard. Она также находилась на 10-м месте хит-парада «Billboard Hot 100», в «двадцатке лучших» в США, выиграла 3 награды Грэмми, 5 наград MTV Video Music Awards и 2 награды Brit Awards.
«Billboard Top 40 Money Makers» в Музыкальном отчёте за 2009 год написал, что Пинк стала 6-й в рейтинге самых оплачиваемых артистов в 2009 году, с доходом за год только в музыкальной сфере в 36 млн долларов.
«People’s Chart» известил через радиостанцию BBC Radio 1, что Пинк — 11-я в рейтинге «Самых проигрываемых исполнителей на британском радио в период с 2000 по 2010 года», пропустив вперёд The Rolling Stones, Рода Стюарта, U2 и Майкла Джексона.
19 апреля 2018 года Пинк стала самой красивой женщиной по версии журнала People, посвященного красоте, её фото появилось на обложке журнала. По итогам 2018 года Пинк заняла четвертую позицию в рейтинге самых высокооплачиваемых певиц мира-2018, опубликованном журналом Forbes. Её доход за 2018 год составил 60 миллионов долларов.

## Детство
Алиша Мур родилась в Абингтоне (штат Пенсильвания, США). Её мать Джудит Мур, в девичестве Кугель, медсестра; отец — Джеймс Мур-младший, ветеран войны во Вьетнаме. Её отец католик с немецко-ирландскими корнями, мать — еврейка, предки которой иммигрировали с территории нынешней Литвы.
Выросла в Дойлстауне, где посещала начальную школу Kutz, среднюю школу Lenape и высшую школу Central Bucks West High School. Её отец играл на гитаре и пел песни для неё, и с раннего возраста она стремилась стать рок-звездой. У Pink есть брат Джейсон Мур (1983).
В высшей школе Мур присоединилась к своей первой группе Middleground, которая конкурировала с другой группой — The Jetsists. Middleground проиграла в соревновании группе The Jetsists. По словам Pink, на неё оказали самое сильное влияние Бетт Мидлер, Дженис Джоплин, Aerosmith, Боб Дилан, Madonna, Уитни Хьюстон, Билли Джоэл, Indigo Girls, Дональд Маклин, 2Pac и The Notorious B.I.G..
Свой псевдоним Мур получила ещё в школе. Он связан не с её цветом волос, а с тем, что она часто смущалась и нередко краснела.
Алиша Мур развивала свой голос с самого детства. В раннем детстве Pink заработала себе астму, которая доставляла ей множество проблем со здоровьем. Будучи подростком она писала стихи как отдушину чувств, а её мать комментировала: «Её первые записи были всегда очень интроспективными. Некоторые из них были очень мрачными и очень глубокими, почти нервозными». Она начала выступать в клубах Филадельфии когда ей было 14 лет и прошла через фазы скейтбордистки, хип-хопера и гимнастки.

### Choice
В 16 лет в 1995 году Алиша Мур совместно с Крисси Конвэй и Шэрон Флэнаган создали R&B-группу Choice.
Их первой песней была «Key to My Heart». Её копия отослана на LaFace Records в Атланту, где Эл-Эй Рид прослушал её и обеспечил возможность группе прилететь туда так, чтобы он смог посмотреть их выступление. После этого он подписал с ними контракт на запись. Из-за того, что девочкам не было ещё 18, их родителям пришлось участвовать в подписании контракта.
Группа переехала в Атланту и записала альбом, после чего «Key to My Heart» появилась в саундтреке для фильма Казаам 1996 года.
Choice распалась в 1998 году после записи так и не вышедшего альбома, но Алиша Мур продолжила работу с LaFace Records как сольная артистка под сценическим именем Pink. Дэрил Симмонс брал её на записи, где она пела бэк-вокалом для таких артистов как Дайана Росс, 98 Degrees, Кенни Лэттимор и Тевин Кэмпбэлл.

## Сольная музыкальная карьера

### 2000—2001:Can’t Take Me Home
Дебютный альбом Pink Can't Take Me Home продюсирован Babyface, Terence «Tramp-Baby» Abney, She’ksphere, Дэлласом Остином, The Specialists и Стивом Ритмом, и выпущен в апреле 2000 года. Он сертифицирован дважды Платиновым в США, распродав 5 миллионов копий по всему миру и произвел 2 американских сингла топ-10: «There You Go» и «Most Girls» (также хит в Австралии). Третий сингл из альбома «You Make Me Sick» стал хитом топ-40 и британским хитом топ-10 в начале 2001 года и участвовал в фильме За мной последний танец. Песня «Split Personality» участвовала в фильме Дневники принцессы в качестве заставки у 'N Sync на их американском туре летом 2000 года.
В 2001 году Пинк записала кавер-версию «Labelle» — сингла 1975 года «Lady Marmalade» с Кристиной Агилерой, рэпершами Lil' Kim и Mýa для саундтрека фильма Мулен Руж!. Продюсированная хип-хоп продюсерами Rockwilder и Missy Elliott, песня взорвала верхушки чартов в странах, включая Новую Зеландию, Великобританию, Австралию и США, где стала самым успешным синглом в эфире за всю историю. Успех сингла поддержан клипом, который стал популярен на музыкальных каналах и выиграл MTV Video Music Awards в номинации «Видео Года». Песня выиграла Grammy Award — первую для Pink за «Лучший Совместный Вокал», и сделала рекламу для четырёх карьер исполнительниц.

### 2001—2002:Missundaztood
Устав быть продаваемой, как любая другая типичная поп-артистка, она жаждала, чтобы её увидели как более серьёзного автора-песенника и музыканта, исполнять тип музыки, который она хотела. Для этого Pink повернула своё звучание в новое направление и искала более креативную модуляцию во время записи её альбома. Она наняла Линду Перри, бывшую певицу из 4 Non Blondes (одна из любимиц в Pink в годы юности), которая просто села за пианино и сказала Pink: «Спой то, что ты чувствуешь». Pink переехала к Перри домой в Лос-Анджелес, где они провели несколько месяцев за записью песен для альбома. Перри соавторствовала и сопродюсировала альбом вместе с Дэллэсом Остином и Скоттом Сторчом. Согласно VH1 Driven, Антонио «LA» Рейд из LaFace Records сначала не был доволен новой музыкой Pink. Альбом назван Missunderstood из-за того, что Pink думает, что люди видят её неправильный образ и выпущен в ноябре 2001 года.
Его главный сингл «Get the Party Started» (написанный и продюсированный Перри) попал в топ-5 в США и многих других странах, и стал хитом номер один в Австралии. На 2002 MTV Video Music Awards клип выиграл в категории «Лучшее Женское Видео» и «Лучшее танцевальное видео». Другие синглы из альбома — «Don't Let Me Get Me», продюсированный Дэллэсом Остином, «Just Like a Pill» и «Family Portrait» — имели также успех на радио и в чарте, а «Just Like a Pill» стала первым сольным хитом Pink в Великобритании. Синглы стали значительными хитами на радио Adult Top 40. Missunderstood получил статус Золотого или Платинового в более чем 20 странах, с мировыми продажами в 15 миллионов. Это второй самый продаваемый альбом в Великобритании в 2002 году. Missunderstood и «Get the Party Started» получили номинации на 2003 Grammy Awards за «Лучший поп-альбом» и «Лучшее женское поп-вокальное исполнение» соответственно.
В альбоме Фэйт Хилл Cry 2002 года присутствует песня в соавторстве с Pink и Перри. В 2002 Pink начала американский, европейский и австралийский тур Party Tour; позже она выступала на разогреве американского тура Ленни Кравица.

### 2003—2005:Try This
В середине 2003 года Pink внесла вклад в песню «Feel Good Time», саундтрек к фильму Ангелы Чарли 2: Только вперёд, в котором у неё эпизодическая роль яростной владелицы/патрона мотокросса. Соавтор песни «Feel Good Time» Бек. Композиция, продюсируемая электронным музыкальным артистом Уильямом Орбитом, основана на песне «Fresh Garbage» группы Spirit. Она стала первым синглом Pink, который не попал в топ-40 чарта Hot 100, хотя и была хитом в Европе и Австралии. В то же время песня Pink, написанная с Дэймоном Эллиоттом, выпущена в альбоме Mýa Moodring.
«Feel Good Time» включена в неамериканские выпуски третьего альбома Pink Try This, который выпущен 11 ноября 2003. Восемь из тринадцати треков написаны с Тимом Армстронгом из группы Rancid; Линда Перри приняла участие в альбоме как автор и музыкант. Хотя Try This достиг топ-10 в альбомном чарте в США, Канаде, Великобритании и Австралии, продажи были довольно низкими по сравнению с тем же Missundaztood; он получил Платину в США и распродан более 2 миллионами копий по всему миру, коммерческий провал можно сравнить с его предшественником. Синглы «Trouble» и «God Is a DJ» не достигли американского топ-40, но попали в топ-10 в других странах, а «Last to Know» выпущена синглом за пределами Северной Америки. «Trouble» заработал Pink её вторую Grammy Award (за Лучшее Вокальное Рок Исполнение) на 2004 Grammy Awards, а «Feel Good Time» номинирован в категории «Лучшее Поп Вокальное Сотрудничество». Она совершила большое турне Try This Tour по Европе и Австралии, что способствовало лучшему признанию альбома.
В 2005 сотрудничала с её лучшей подругой Лизой Марией Пресли в треке «Shine» во втором альбоме Пресли Now What.

### 2006—2007:I’m Not Dead

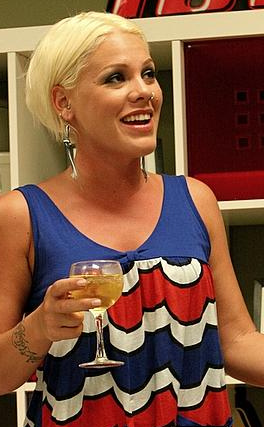
2006 год

P!nk взяла перерыв в написании песен для её четвёртого альбома I’m Not Dead, название которого она объяснила так: «Он о том, что надо быть живой и решительной, и не сидеть заткнувшись, даже если людям это нравится». Pink работала над альбомом с продюсерами Максом Мартином, Билли Манном, Кристофером Рохасом, Бутчем Уолкером, Лукашем Готтвальдом и Джошем Абрахамом.
Релиз альбома состоялся в апреле 2006 года через LaFace Records и имел значительный успех по всему миру, в частности в Австралии. Альбом достиг топ-10 в США, топ-5 в Великобритании, номер один в Германии и оставался номер один в Австралии две недели подряд, хотя у него и были самые худшие продажи в США, до успеха сингла «U + Ur Hand» в начале 2007. Альбом занял 96 место в США в 2007 году.
Главный сингл «Stupid Girls» стал самым большим хитом Pink в США с 2002 года и заработал номинацию Grammy Award за «Лучшее Женское Поп Вокальное Исполнение». Клип на него, в котором она пародировала таких знаменитостей как Линдси Лохан, Джессика Симпсон, Мэри-Кейт Олсен, Пэрис Хилтон и Фил Спринг, выиграл MTV Video Music Award в категории «Лучшее Поп Видео». Последующие синглы «Who Knew» и «U + Ur Hand» стали значительными хитами в Австралии и Европе, а позже хитами топ-10 в США в 2007 году. Неамериканскими синглами были «Nobody Knows» — незначительный хит в Великобритании, Австралии и Германии; «Dear Mr. President» — открытое письмо американскому президенту Джорджу Бушу (при участии Indigo Girls), хит номер 1 в Бельгии, хит топ-5 в Германии, в Австралии и других странах; «Leave Me Alone (I'm Lonely)» — вошёл в британский топ-40 и австралийский топ-5; и «'Cuz I Can».
Альбом распродан более 1,3 миллионами копий в США, более 700 000 в Австралии и 6 миллионами по всему миру. Оказавшись очень популярным в Австралии с 6 синглами топ-5 и рекордными 62 неделями в топ-10, альбом стал таким образом 10 раз Платиновым. В июне 2008 года альбом I’m Not Dead вернулся в топ-50 в австралийские ARIA чарты и оставался там до ноября 2009 года. В июне 2009 года альбом снова вернулся в топ-10 альбомных чартов после 142 недель в отечественный топ-50. Он снова вошёл на #10 на фоне большого тура Funhouse Tour и с 2010 года провёл 162 недели в топ-50 в австралийском альбомном чарте ARIA.

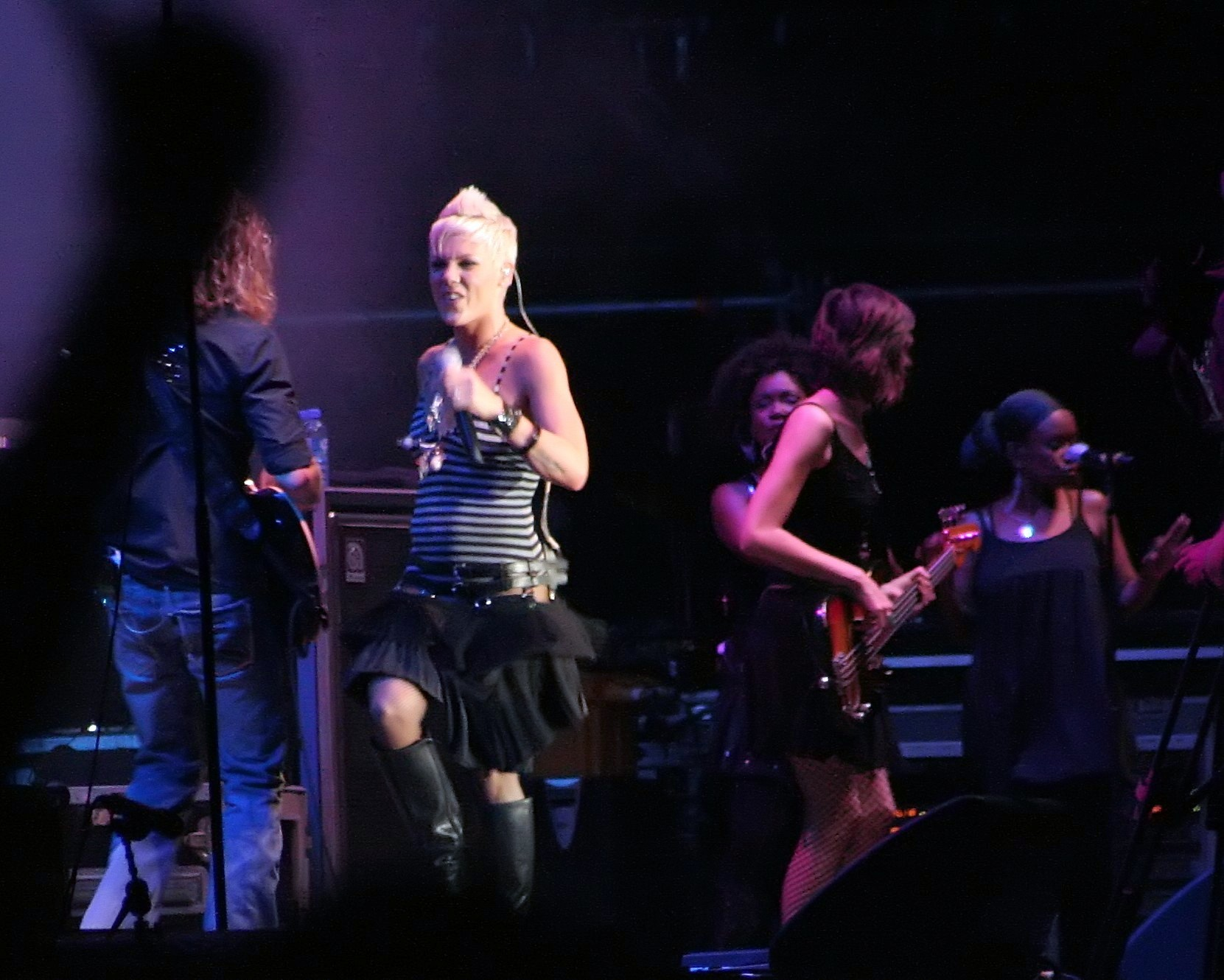
Пинк выступает на летнем туре I’m Not Dead в 2007

В поддержку альбома Pink начала мировое турне I'm Not Dead Tour, билеты на который практически распроданы в Австралии; она распродала приблизительно 307 000 билетов в Австралии, сделав рекорд по самой большой наполненности зала во время тура артистки. Одно из лондонских шоу на туре записано и выпущено на DVD Pink: Live from Wembley Arena. В 2006 Pink выбрана, чтобы спеть заставку для NBC Sunday Night Football, «Waiting All Day for Sunday Night», которая является вызовом «I Hate Myself for Lovin' You» Джоан Джетт. Она спела кавер-версию группы Rufus «Tell Me Something Good» для саундтрека к фильму Happy Feet, а её имя взяли для PlayStation, чтобы прорекламировать PSP, специальное розовое издание.
Pink сотрудничала с некоторыми другими артистами в 2006 и 2007 годах, когда была на открытии американского этапа тура Джастина Тимберлейка FutureSex/LoveShow. Спела в альбоме Indigo Girls Despite Our Differences. Участвовала в песне «I Am Not My Hair» певицы India.Arie, в фильме кинокомпании Lifetime Television Why I Wore Lipstick to My Mastectomy. Написала песню («I Will») для третьего альбома Натальи Everything & More. «Outside of You», другая песня, написанная с ней в сотрудничестве, записана данс-поп-певицей Хилари Дафф и выпущена в её альбоме 2007 года Dignity. Pink записала песню с Энни Леннокс и двадцати двумя артистками для четвёртого сольного студийного альбома Леннокс Songs of Mass Destruction под названием «Sing», она написана как гимн для HIV/AIDS, согласно веб-сайту Леннокс.
В декабре 2007 года специальный выпуск Pink Box, который включает её со второго по четвёртый альбомы и DVD Live in Europe, выпущен в Австралии. Он достиг топ-20 в альбомном чарте и получил статус Золотого, продав более 35 000 экземпляров.
I’m Not Dead второй самый продаваемый альбом декады в Австралии между 2000 и 2010 годами.

### 2008—2011:Funhouse и Greatest Hits… So Far!!!
7 августа 2008 сингл Pink «So What» просочился в интернет и на радиостанции по Австралии, и сразу получил крупный эфир. Меньше чем за 6 часов после утечки в интернет, «So What» выбран #1 в Nova 100 Melbourne и попал на #1 в отечественное радио Today Network Hot30 Countdown. Он также стал номер 1 на официальных австралийских и великобританских чартах iTunes. 22 августа Pink объявила новый трек под названием «Crystal Ball».
18 сентября 2008 года «So What» стала первым сольным хитом в её карьере в «Billboard Hot 100». Трек достиг первой строки в Великобритании, Австралии, Новой Зеландии, Канаде и Германии. Pink была почетным гостем на the 2008 ARIA Music Awards, проведенном в Сиднее, Австралия в октябре 2008, где она спела «So What». 3 ноября 2008 года «Funhouse» дебютировал первой строкой в чарте ARIA, став дважды Платиновым, продав более 86,000 единиц на первой неделе. Тур Pink «Funhouse» распродан на всех концертах в Австралии, она выступила в общей сложности на 58 шоу по стране с мая по август 2009 года, выступив для более чем 600 000 австралийских фанатов.

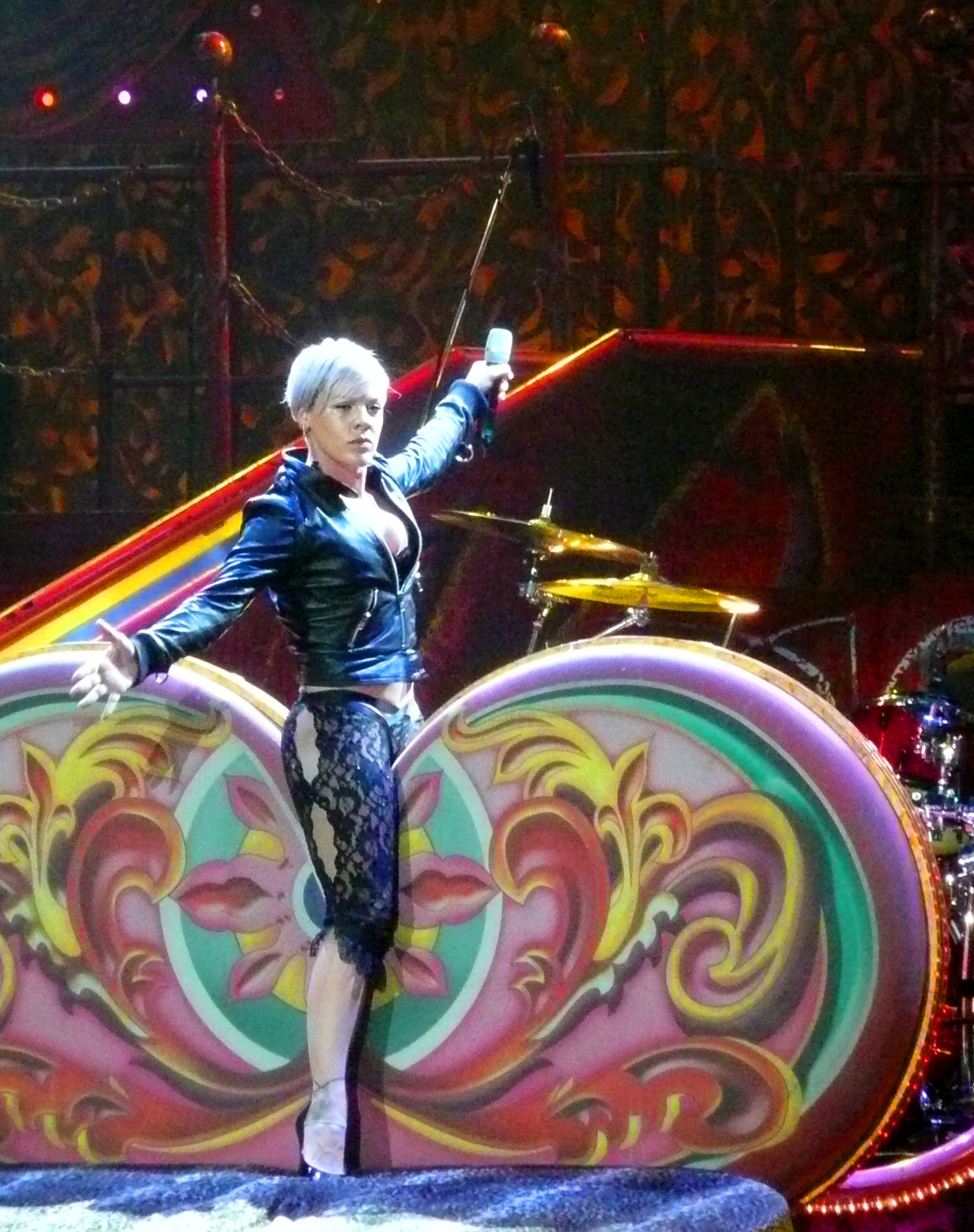
Pink во время тура Funhouse Tour, 2009 год

Funhouse Tour начался во Франции 24 февраля и продолжился по Европе до середины мая с поддержкой в виде группы Raygun. Pink потом выступила на серии шоу в Австралии.
23 ноября 2008 года Pink исполнила её второй сингл с Funhouse, «Sober» на American Music Awards. Третьим синглом был «Please Don't Leave Me», режиссёром клипа стал Дэйв Мейерс. Четвёртый сингл — «Funhouse», хотя «Bad Influence» выпущен в Австралии прежде релиза «Funhouse», как рекламного сингла для тура.
В мае 2009 года Pink выпустила комплект из 4CD с её альбомами Can't Take Me Home / Missundaztood / Try This / I'm Not Dead, не считая альбома Funhouse. Альбом достиг пика на 7 строке в UK Album Chart.
13 сентября 2009 года Pink исполнила «Sober» во время выступления на трапеции на 2009 MTV Video Music Awards, где она номинирована на Лучшее Женское Видео. 31 января 2010 года Pink выступила ещё раз на трапеции в форме шелковой ленты на 2010 Grammy Awards, в этот раз с песней «Glitter in the Air», ей апплодировали стоя.
Музыка Pink стала заставкой 4 октября 2009 года в одном из эпизодов Australian Idol.
Pink была солисткой в ремейке 1985 года благотворительного сингла «We Are the World». Потом объявили, что Pink будет сотрудничать с Херби Хэнкоком для её альбома The Imagine Project.
Pink заявила, что после Funhouse Summer Carnival Tour ей бы хотелось вернуться в студию для дополнения Funhouse, но это займет какое-то время на запись, потому что ей «нечего, на самом деле, сказать».
6 октября 2010 года Пинк выпустила песню «Raise Your Glass» как лид-сингл к её первому сборнику хитов — «Greatest Hits… So Far!!!». Песней Пинк отпраздновала десятилетие с момента своего дебюта в 2000 году и посвятила её своим фанатам. «Raise Your Glass» возглавила Billboard Hot 100, став третьим синглом № 1 для исполнительницы в США. Сборник хитов был выпущен 12 ноября 2010 года. 14 декабря состоялся релиз второго сингла — «F**kin' Perfect», пиком которого стала 2 строчка в Billboard Hot 100.

### 2012—2014:The Truth About Love и You+Me
В феврале 2012 года Пинк подтвердила, что начала работу над следующим студийным альбомом — «The Truth About Love». 3 июля был выпущен лид-сингл «Blow Me (One Last Kiss)». Пиком сингла стала пятая строчка в «горячей сотне» США, однако в Австралии и Венгрии композиция завоевала себе первое место, а также топ-5 Канады, Японии и Великобритании. Релиз «The Truth About Love» состоялся в сентябре, и альбом сразу же дебютировал с первой строчки Billboard 200 с продажами более 281 000 копий в первую неделю, став для Пинк первым альбомом № 1 в стране. Он также возглавил чарты Австралии, Австрии, Канады, Германии, Новой Зеландии, Швеции и Швейцарии, став шестым самым продаваемым альбомом в мире в 2012 году. Альбом разошёлся тиражом более 2 миллионов копий в Америке, и ещё более 7 миллионов копий по всему миру. Пластинка также номинировалась на 55-ю церемонию «Грэмми» в категории «Лучший вокальный поп-альбом».
«Try» был выпущен как второй сингл в октябре, став мировым хитом. Пиком стала девятая строчка в Billboard Hot 100. В феврале 2013 года Пинк представила третий сингл — «Just Give Me a Reason», записанный совместно с Нейтом Рюссом. Песня стала мировым хитом, продажи в мире составили более 9 миллионов копий. На 56-й церемонии «Грэмми» сингл получил номинации в категориях «Лучшее поп-исполнение дуэтом или группой» и «Песня года». 13 февраля начался «The Truth About Love Tour», ставший третьим самым кассовым турне 2013 года. Также в 2013 году Пинк была названа «Женщиной года» по версии «Billboard».
В сентябре 2014 года было анонсировано, что Пинк объединилась с солистом группы City And Colour Далласом Грином в дуэт под названием You+Me. Дебютный альбом дуэта «rose ave.» был выпущен 14 октября 2014 года. Альбом стартовал с первого места в Канаде, с четвёртого места в главном альбомном чарте США Billboard 200 и дебютировал в первой десятке ещё нескольких стран.

### 2015 — настоящее время
В августе 2015 года было объявлено, что Пинк записала песню «Today’s The Day» специально для тринадцатого сезона популярного американского ток-шоу «Шоу Эллен». Релиз песни состоялся 8 сентября во время премьерного эпизода нового сезона ток-шоу, где Пинк также выступила с ней.
15 апреля 2016 года Пинк выпустила сингл «Just Like Fire», записанный специально для кинофильма «Алиса в Зазеркалье», а 9 мая был представлен видеоклип. Песня достигла 10 места в сингловом чарте США Billboard Hot 100, первого места в Австралии и 19 места в Великобритании. По всему миру на данный момент продано более 2 миллионов копий песни.
В 2016 году Пинк написала для Селин Дион песню «Recovering», которая была выпущена 8 сентября и стала промосинглом к предстоящему англоязычному альбому исполнительницы, выход которого состоится в 2018 году:
«Пинк написала мне песню, и я схожу с ума от неё. Пинк феноменальна. Я люблю её за талант, за её силу, за её взгляды, люблю её за то, каким человеком она является. Я в восторге не только потому, что я её поклонница, но и потому, что я знаю её лично и встречалась с ней несколько раз. Песня „Recovering“ стала для меня инструментом, помогающим двигаться дальше после смерти мужа».

## Личная жизнь
Пинк познакомилась с профессиональным мотокроссным гонщиком Кэри Хартом на 2001 X Games в Филадельфии. Харт прежде снимался в клипе Пинк «Just Like a Pill». На протяжении их знакомства, Харт дважды делал Пинк предложение руки и сердца, но она ему отказывала. В 2005 году Пинк сделала предложение Харту во время мотокроссных гонок в Маммот-Лейкс, Калифорния, держа табличку с надписью «Ты женишься на мне?». На другой стороне было написано «Я не шучу!». Они поженились в Коста-Рике 7 января 2006 года.
19 февраля 2008 года агент Пинк, Майкл Швайцер, сообщил журналу «People», что певица и Харт расстались. «Это решение было принято лучшими друзьями от чистого сердца и с уважением друг к другу», сказал Швайцер. В клипе на хит 2008 года «So What», в котором появился Харт, показывается её расставание и ожидаемый развод.
В марте 2009 года Харт признался в интервью журналу SpeedFreaks, что он и Пинк «встречаются». Кэри также подтвердил на шоу Джейсона Эллиса «Sirius XM radio», «Chelsea Lately» и «The Best Damn Sports Show Period», что он и Пинк пытаются наладить отношения, заявив: «Порой нужно сделать пару шагов назад, чтобы продвинуться вперёд». Пинк заявила о том, что пара снова сошлась. Официально они не разводились. Иногда на интервью Пинк шутила: «Секрет нашей семейной жизни в том, что Кэри меня почти не слушает, но когда он начинает слушать — у нас начинается скандал».
В интервью с Опрой Уинфри 5 февраля 2010 года Пинк заявила, что она и её муж Кэри снова вместе. Она сказала, что расставание научило её не пытаться изменить его и тому, что она должна работать над собой, чтобы спасти брак.
Осенью 2010 года в прессу просочились слухи о том, что Пинк беременна. Стали появляться её фото с округлившимся животом, сделанные папарацци. В ноябре 2010 года певица официально подтвердила слухи о своей беременности.
У пары двое детей — дочь Уиллоу Сейдж Харт (род. 2 июня 2011) и сын Джеймсон Мун Харт (род. 26 декабря 2016).
30 апреля 2019 года Пинк призналась, что перенесла свой первый выкидыш в 17-летнем возрасте, за которым последовало ещё «несколько».
4 апреля 2020 года Пинк объявила, что у неё и её трёхлетнего сына Джеймсона проявились симптомы COVID-19 в период пандемии коронавируса в 2019—2020 годах, и она впоследствии получила положительный результат, а затем полностью выздоровела. Она также объявила о пожертвованиях в размере по 500 000 долл. США в Фонд больниц Университета Темпл в Филадельфии, где её мать работала в течение почти двадцати лет, и в чрезвычайный кризисный фонд мэра Лос-Анджелеса COVID-19.

## Спонсорство

### PETA
Pink — вегетарианка, знаменитый участник организации PETA, внесла свой голос в протест против KFC. Она послала письмо Принцу Уильяму, критикуя его за охоту на лис, и одно Королеве Елизавете II, протестуя против настоящего меха в медвежьих киверах Гвардейской Пехоты и Почётной артиллерийской роты. В ноябре 2006 года Pink упомянула в News of the World, что у неё вызывает отвращение Бейонсе за ношение меха.
Вместе с PETA она критиковала австралийскую шерстяную индустрию за использование методики «mulesing». В январе 2007 года она заявила, что её ввели в заблуждение PETA о «mulesing» и что она до конца всё не изучила, прежде чем они стали использовать её имя для кампании. Её участие в кампании привело к главному концерту в Кардиффе, Уэльс, Великобритания 21 апреля 2007, названном PAW (Party for Animals Worldwide).

### Благотворительная работа
Pink вовлечена во многие благотворительные учреждения: «Phoenix vert», Human Rights Campaign, ONE Campaign, Prince's Trust, New York Restoration Project, Run for the Cure Foundation, Save the Children, Take Back the Night, UNICEF и World Society for the Protection of Animals. С мая 2008 года Pink официально стала защитницей Королевского общества защиты животных Австралии.
16 февраля 2009 года Pink объявила, что она пожертвовала $250 000 в Red Cross Bushfire Appeal, чтобы помочь жертвам лесного пожара, который прошёл через австралийский штат Виктория ранее в этом же месяце (по итогам в пожаре погибло 173 человека, около 500 ранены и 4000 потеряли дома). Pink заявила, что она хотела оказать «материальную поддержку».

### V8 Supercars Австралии
Pink подписала трехгодовой контракт с V8 Supercars как представитель спорта с 2010 по 2012 годы, включающий её появление в телевизионной рекламе.

## Фильмография
| Фильм | Фильм                                        | Фильм                              | Фильм                                                           |
| Год   | Фильм                                        | Роль                               | Примечания                                                      |
| ----- | -------------------------------------------- | ---------------------------------- | --------------------------------------------------------------- |
| 2000  | Ski To The Max                               | камео                              |                                                                 |
| 2002  | Роллербол                                    | Рок-певица, камео                  |                                                                 |
| 2003  | Ангелы Чарли 2: Только вперед                | Угольный Кубок                     |                                                                 |
| 2007  | Катакомбы                                    | Кэролин                            |                                                                 |
| 2009  | SpongeBob's Truth or Square                  | камео (приглашённая звезда-певица) | Одна из приглашенных звезд по имени Patchy the Pirate, озвучка. |
| 2010  | Побег из Вегаса                              | в роли самой себя (камео)          |                                                                 |
| 2011  | Делай ноги 2                                 | пингвин Глория (озвучка)           |                                                                 |
| 2012  | Спасибо за обмен                             | Диди                               |                                                                 |
| 2016  | Поп-звезда: Не переставай, не останавливайся | в роли самой себя (камео)          |                                                                 |

## Дискография
- 2000: Can't Take Me Home
- 2001: Missundaztood
- 2003: Try This
- 2006: I'm Not Dead
- 2008: Funhouse
- 2012: The Truth About Love
- 2017: Beautiful Trauma
- 2019: Hurts 2B Human
- 2023: Trustfall

## Туры
| - 2002: Party Tour - 2004: Try This Tour - 2006—2007: I'm Not Dead Tour - 2009: Funhouse Tour - 2010: Funhouse Summer Carnival Tour - 2013: The Truth About Love Tour | - 2001: 'N Sync / No Strings Attached Tour - 2001: Джанет Джексон / All for You Tour 1Поддержка с Джанет Джексон была отменена из-за терактов 11 сентября. - 2002: Ленни Кравиц - 2007: Джастин Тимберлейк / FutureSex/LoveShow |

## Награды и номинации
| Год                    | Категория                               | Запись                                                    | Результат     |
| Grammy Awards          | Grammy Awards                           | Grammy Awards                                             | Grammy Awards |
| ---------------------- | --------------------------------------- | --------------------------------------------------------- | ------------- |
| 2002                   | Лучший совместный поп вокал             | «Lady Marmalade» (с Кристиной Агилерой, Lil' Kim and Mýa) | Победа        |
| 2003                   | Лучшее женское вокальное поп-исполнение | «Get the Party Started»                                   | Номинация     |
| 2003                   | Лучший вокальный поп альбом             | Missundaztood                                             | Номинация     |
| 2004                   | Лучшее женское вокальное рок-исполнение | «Trouble»                                                 | Победа        |
| 2004                   | Лучший совместный поп вокал             | «Feel Good Time» (с Уильямом Орбитом)                     | Номинация     |
| 2007                   | Лучшее женское вокальное поп-исполнение | «Stupid Girls»                                            | Номинация     |
| 2009                   | Лучшее женское вокальное поп-исполнение | «So What»                                                 | Номинация     |
| 2010                   | Лучшее женское вокальное поп-исполнение | «Sober»                                                   | Номинация     |
| 2010                   | Лучший вокальный поп-альбом             | Funhouse                                                  | Номинация     |
| 2011                   | Лучший совместный поп вокал             | «Imagine»                                                 | Победа        |
| 2011                   | Лучший альбом года                      | Recovery                                                  | Номинация     |
| 2012                   | Лучшее поп-соло исполнение              | «Fuckin' Perfect»                                         | Номинация     |
| 2013                   | Лучший вокальный поп-альбом             | The Truth About Love                                      | Номинация     |
| 2014                   | Лучшая песня года                       | «Just Give Me a Reason»                                   | Номинация     |
| 2014                   | Лучший поп-дуэт/группа                  | «Just Give Me a Reason»                                   | Номинация     |
| 2018                   | Лучшее сольное поп-исполнение           | «What About Us»                                           | Номинация     |
| BRIT Awards            |                                         |                                                           |               |
| 2003                   | Лучшая Международная Артистка           | —                                                         | Победа        |
| 2007                   | Лучшая Международная Артистка           | —                                                         | Номинация     |
| 2009                   | Лучшая Международная Артистка           | —                                                         | Номинация     |
| 2019                   | За выдающийся вклад в индустрию         | —                                                         | Победа        |
| MTV Video Music Awards |                                         |                                                           |               |
| 2000                   | Лучший Новый Артист                     | «There You Go»                                            | Номинация     |
| 2001                   | Лучшее Видео с Фильма                   | «Lady Marmalade» (с Кристиной Агилерой, Lil' Kim and Mýa) | Победа        |
| 2001                   | Видео Года                              | «Lady Marmalade» (с Кристиной Агилерой, Lil' Kim and Mýa) | Победа        |
| 2002                   | Лучшее Танцевальное Видео               | «Get the Party Started»                                   | Победа        |
| 2002                   | Лучшее Поп Видео                        | «Get the Party Started»                                   | Номинация     |
| 2002                   | Лучшее Женское Видео                    | «Get the Party Started»                                   | Победа        |
| 2006                   | Лучшее Женское Видео                    | «Stupid Girls»                                            | Победа        |
| 2009                   | Лучшее Женское Видео                    | «So What»                                                 | Номинация     |